# Rezoluce Rady bezpečnosti OSN č. 478
Rezoluce Rady bezpečnosti OSN č. 478, kterou Rada bezpečnosti OSN schválila 20. srpna 1980, označila izraelský Jeruzalémský zákon (1980) za porušení mezinárodního práva. Dále uvádí, že Rada bezpečnosti tento zákon neuznává a vyzývá členské státy, aby rozhodnutí Rady akceptovaly. Rezoluce dále vyzývá členské státy, aby z Jeruzaléma stáhly své diplomatické mise. Jeruzalémský zákon označuje Jeruzalém „celý a sjednocený“ za izraelské hlavní město.
Rezoluce byla schválena 14 hlasy, nikdo nehlasoval proti. Spojené státy se zdržely hlasování.